# Stocksee (Penzberg)
Der Stocksee (veraltet Stockweiher) ist ein Gewässer zwischen den Stadtteilen Wölfl und Nonnenwald der oberbayerischen Kleinstadt Penzberg. Er entwässert in südlicher Richtung zum Säubach.
Der Stocksee wurde vom Münchner Angerkloster ursprünglich als Fischweiher angelegt und um 1803 an das kurfürstliche Obersthofmarschallamt veräußert, ebenso wie der "Hubersee", "Salaweiher", größerer Reindlweiher, "langer See" und "Kirnberger Weiher.